# Asahi Breweries
Asahi Group Holdings, Ltd. (アサヒグループホールディングス株式会社 Asahi Gurūpu Hōrudingusu kabushiki gaisha) là một tập đoàn kinh doanh bia, rượu mạnh, nước giải khát và thực phẩm toàn cầu của Nhật Bản có trụ sở chính tại Sumida, Tokyo.
Năm 2019, tập đoàn này đạt doanh thu 2,1 nghìn tỷ Yên. Danh mục kinh doanh của Asahi có thể được phân khúc như sau: kinh doanh đồ uống có cồn (40,5%), hoạt động kinh doanh ở nước ngoài (32%), kinh doanh nước giải khát (17,2%), kinh doanh thực phẩm (5,4%) và kinh doanh "khác" (4,9%). Asahi, với 37% thị phần, là công ty lớn nhất trong số bốn nhà sản xuất bia lớn ở Nhật Bản, tiếp theo là Kirin Beer với 34% và Suntory với 16% thị phần. Để đáp ứng thị trường bia nội địa Nhật Bản đang phát triển, Asahi đã mở rộng vị trí địa lý và danh mục kinh doanh của mình một cách vô cơ thông qua việc mua lại các doanh nghiệp bia hoạt động tốt ở Tây Âu và Trung Đông Âu. Điều này đã giúp Asahi có thị phần lớn ở nhiều nước châu Âu, chẳng hạn như thị phần bia là 44% ở Cộng hòa Séc, 32% ở Ba Lan, 36% ở Romania và 18% ở Italia.

## Lịch sử
Asahi được thành lập ở Osaka năm 1889 với tên gọi Osaka Beer Company (大阪麦酒会社 Ōsaka Bakushu Kaisha). Trong thế chiến I, các tù nhân Đức đã làm việc trong nhà máy bia rượu này.
Năm 1990, Asahi mua lại 19,9% cổ phần của công ty sản xuất bia khổng lồ của Úc Elders IXL, từ đó trở thành Foster's Group, sau đó bán cho SABMiller.
Năm 2009, Asahi mua lại đơn vị đồ uống của Úc Schweppes Australia, nay có tên gọi là Asahi Beverages.
Đầu năm 2009, Asahi mua lại 19,9% cổ phần của Nhà máy bia Thanh Đảo từ Anheuser-Busch InBev với giá 667 triệu đô la. Vụ mua bán này khiến Asahi Breweries, Ltd. trở thành cổ đông lớn thứ hai tại Thanh Đảo chỉ sau Tập đoàn Bia rượu Thanh Đảo.